# Quebrada Chacaíto
La quebrada Chacaíto es un pequeño río que pasa por la ciudad de Caracas y que nace en los linderos del parque nacional El Ávila, tiene su origen de la confluencia de las quebradas Nieves y La Adjuntas a una altura 2159 m s. n. m. ambas también localizadas dentro los linderos del parque nacional El Ávila. Mayormente fluye de norte a sur y desemboca en el río Guaire. El curso de dicha quebrada es utilizado como lindero occidental del Municipio Chacao del estado Miranda con respecto al Municipio Libertador del Distrito Capital (Venezuela)